# 相馬市
相馬市（日语：／ Sōma shi */?）是東北地方南部，福島縣濱通北部，面向太平洋的一市。旧為宇多郡。